# Шильдкнехт, Николай Александрович
Никола́й Алекса́ндрович Ши́льдкнехт (1857—1918) — архитектор, академик Императорской Академии художеств, статский советник.

## Биография
Начальное образование получил в гимназии Карла Мая. Ученик Императорской Академии художеств (1873—1881). Получил медали Академии художеств: малая поощрительная (1877), малая серебряная медаль (1878), большая серебряная и малая золотая медали (1879). Звание классного художника 1-й степени (1881) за «проект Окружного суда в столице». Звание академика (1885).
В 1883—1887 гг. cлужил в Главном управлении уделов, Городской управе, Главном дворцовом управлении, затем был причислен к Кабинету его императорского величества. Архитектор Аничкова дворца в Петербурге (1887—1903).
Имел дачу в Терийоки. Член Общества благоустройства дачной жизни в Терийоки (1898—1910), Председатель этого общества (1906—1907).
Николай Александрович Шильдкнехт, академик архитектуры, служил до революции архитектором кабинета его императорского величества (при Александре Третьем) - располагавшемся в кваренгиевой пристройке Аничкова дворца. Он перестроил часть кварненгиевской аркады, выходящей на Фонтанку довольно тактично. Прадед, по рассказам моей бабушки, был самым обаятельным человеком, которого она встречала в жизни. Строил он мало, больше занимался интерьерами. Страстью его было создание домашнего кукольного театра. Много лет он потратил на создание этого театра. Театр был копией Мариинской оперы. Был точно воссоздан весь интерьер и сцена с декорациями и знаменитым занавесом работы Головина. Были вылеплены фигурки всех певцов и снабжены соответствующими костюмами. Представления он давал вместе со своими детьми, помогавшими крутить фигурки под звук только что появившегося тогда фонографа с записями знаменитых опер. Был у него представлен и кукольный Шаляпин. Сам Федор Иванович часто приходил посмеяться над этими имитациями, где бабушка с ним и познакомилась. Ходили на эти спектакли и знаменитые художники: Добужинский, Головин, Судейкин, Крамской, с дочерью которого бабушка дружила до ее отъезда за границу.<...>
Куклы в театре Николая Александровича были сделаны из хлеба и раскрашены темперой. Сразу же после революции все съели крысы, а сам Николай Александрович, продававший на рынке какие-то игрушки, пытаясь заработать на хлеб, в 1918 год умер с голода.Из воспоминаний Александра Гербертовича Раппапорта, правнука Н. А. Шильдкнехта 
Основные произведения: реконструкция первого этажа и арки здания Кабинета Е. И. В. (1885—1886), электростанция Аничкова дворца в Петербурге (1890—1893), построил несколько доходных домов — в Петербурге (1890—1900-е), различные сооружения в Красном Селе под Петербургом.
Известные проекты архитектора Н. А. Шильдкнехта в Санкт-Петербурге:
- Закладка арок и реконструкция первого этажа здания Кабинета ЕИВ. Наб. р. Фонтанки, 31 — Невский пр., 39 (1885—1886)
- Здание электростанции Аничкова дворца (двор). Фонтанки наб., 33А (1890—1893, 1902)[5]
- Дом Т. И. Игнатьева (по наб. Адмиралтейского кан.). Адмиралтейского наб.к., 23 — Галерная ул., 48 (1898)[6]
- Доходный дом. Большой пр. ВО, 62 (1903)[7]